# Biserica „Sfântul Dimitrie” din Ciutulești
Biserica „Sf. Dimitrie” cu clopotniță este o biserică amplasată în Ciutulești, raionul Florești, Republica Moldova. Este un monument arhitectural de importanță națională inclus în Registrul monumentelor Republicii Moldova ocrotite de stat cu nr. 1318 (raionul Florești). Datează din 1818.